# Sara, Iloilo

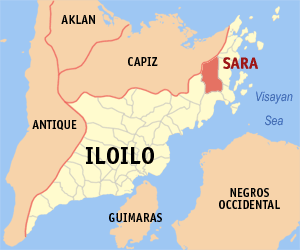
Bản đồ Iloilo với vị trí của Sara

Sara là một đô thị hạng 3 ở tỉnh Iloilo, Philippines. Theo điều tra dân số năm 2000 của Philipin, đô thị này có dân số 42.363 người trong 8.473 hộ.

## Các đơn vị hành chính
Sara được chia ra 42 barangay.
| - Aguirre - Aldeguer - Alibayog - Anoring - Apelo - Apologista - Aposaga - Arante - Ardemil - Aspera - Aswe-Pabriaga - Bagaygay - Bakabak - Batitao | - Bato - Del Castillo - Castor - Crespo - Devera - Domingo - Ferraris - Gildore - Improgo - Juaneza - Labigan - Lanciola - Latawan - Malapaya | - Muyco - Padios - Pasig - Poblacion Ilawod - Poblacion Ilaya - Poblacion Market - Posadas - Preciosa - Salcedo - San Luis - Tady - Tentay - Villahermosa - Zerrudo |